# Carvão de osso
Carvão de osso, também conhecido como negro animal ou carvão animal, é um material granular produzido a partir da combustão de ossos de origem animal.

## Usos
- Carvão de osso (trifosfato de cálcio) é usado para remover fluor e outros metais pesados da água e para filtragem da água de aquários.
- É usualmente utilizado pela indústria refinadora para alvejar e refinar[1] o açúcar (um processo patenteado por Louis Constant em 1812).[2]
- Para o refino do petróleo na produção da parafina.

## References
1. ↑  Yacoubou, MS, Jeanne (2007). «Is Your Sugar Vegan? An Update on Sugar Processing Practices» (PDF). Baltimore, MD: The Vegetarian Resource Group. Vegetarian Journal. 26 (4): 16–20. Consultado em 4 de abril de 2007
2. ↑  Thorpe, Thomas Edward (1912). A dictionary of applied chemistry, volume 1. [S.l.]: Longmans, Green and Co. 264 páginas